# KAS Eupen in het seizoen 2017/18
Dit artikel beschrijft de prestaties van de Belgische voetbalclub KAS Eupen in het seizoen 2017–2018.

## Spelerskern
| Nr.           | Naam                      | Nat.                    | Geboortedatum | Vorige club           |
| ------------- | ------------------------- | ----------------------- | ------------- | --------------------- |
| Keepers       |                           |                         |               |                       |
| 1             | Hendrik Van Crombrugge    | Vlag van België         | 30-04-1993    | Sint-Truidense VV     |
| 30            | Babacar Niasse            | Vlag van Senegal        | 20-12-1996    | Aspire Academy        |
| 33            | Abdul Nurudeen            | Vlag van Ghana          | 08-02-1999    | Aspire Academy        |
| 34            | Tom Roufosse              | Vlag van België         | 28-03-2001    | Eigen jeugd           |
| Verdedigers   |                           |                         |               |                       |
| 2             | Ibrahim Diallo            | Vlag van Mali           | 12-08-1996    | Valencia CF           |
| 3             | Abdelkarim Hassan(1)      | Vlag van Qatar          | 28-08-1993    | Al-Sadd               |
| 3             | Mathieu Peybernes(2)      | Vlag van Frankrijk      | 21-10-1990    | FC Lorient            |
| 4             | Jordan Lotiès             | Vlag van Frankrijk      | 05-08-1984    | Dijon FCO             |
| 14            | Alessio Castro-Montes     | Vlag van België         | 17-05-1997    | Sint-Truidense VV     |
| 15            | Moussa Wagué              | Vlag van Senegal        | 04-10-1998    | Aspire Academy        |
| 17            | Carlos Martínez           | Vlag van Costa Rica     | 30-03-1999    | Aspire Academy        |
| 22            | Siebe Blondelle           | Vlag van België         | 20-04-1986    | Waasland-Beveren      |
| 23            | Mickaël Tirpan            | Vlag van België         | 23-10-1993    | Royal Excel Moeskroen |
| 24            | Silas Gnaka               | Vlag van Ivoorkust      | 18-12-1998    | Aspire Academy        |
| 29            | Souleymane Aw(1)          | Vlag van Senegal        | 05-04-1999    | Aspire Academy        |
| 44            | Marc Valiente             | Vlag van Spanje         | 29-03-1987    | Maccabi Haifa         |
| Middenvelders |                           |                         |               |                       |
| 5             | Diawandou Diagne          | Vlag van Senegal        | 28-07-1994    | FC Barcelona B        |
| 6             | Assim Madibo(1)           | Vlag van Qatar          | 18-11-1996    | Al-Duhail SC          |
| 6             | Rémi Mulumba(2)           | Vlag van Congo-Kinshasa | 02-11-1992    | Gazélec FCO Ajaccio   |
| 8             | Jean Thierry Lazare Amani | Vlag van Ivoorkust      | 07-03-1998    | Aspire Academy        |
| 10            | Luis García Fernández     | Vlag van Spanje         | 06-02-1981    | Real Zaragoza         |
| 16            | Ayoub El Harrak           | Vlag van Marokko        | 28-01-1999    | eigen jeugd           |
| 18            | Nils Schouterden          | Vlag van België         | 14-12-1988    | KV Mechelen           |
| 25            | Odeni George              | Vlag van Nigeria        | 18-05-1995    | Aspire Academy        |
| Aanvallers    |                           |                         |               |                       |
| 7             | Hamza Senhaji(1)          | Vlag van Marokko        | 22-04-1994    | Al-Sadd               |
| 7             | Mamadou Koné(2)           | Vlag van Ivoorkust      | 25-12-1991    | CD Leganés            |
| 9             | Mbaye Leye                | Vlag van Senegal        | 01-12-1982    | Zulte Waregem         |
| 11            | Akram Afif(1)             | Vlag van Qatar          | 18-11-1996    | Villarreal CF         |
| 13            | Damien Mouchamps          | Vlag van België         | 10-01-1996    | eigen jeugd           |
| 19            | Florian Raspentino(2)     | Vlag van Frankrijk      | 06-06-1989    | SC Bastia             |
| 20            | Yuta Toyokawa(2)          | Vlag van Japan          | 09-09-1994    | Kashima Antlers       |
| 21            | Moussa Diallo             | Vlag van België         | 20-11-1990    | Solières Sport        |
| 28            | Eric Ocansey              | Vlag van Ghana          | 22-08-1997    | Aspire Academy        |
| 99            | Nicolas Verdier(1)        | Vlag van Frankrijk      | 17-01-1987    | KV Mechelen           |

(1) enkel eerste seizoenshelft bij KAS Eupen; zie wintertransfers uitgaand

(2) enkel tweede seizoenshelft bij KAS Eupen; zie wintertransfers inkomend 

### Technische staf
|                 |                                  |                     |        |
| Functie         | Naam                             | Nationaliteit       |        |
| Coach           | Jordi Condom(1)                  | Spanje              |        |
| Coach           | Claude Makélélé (foto)           | Frankrijk           |        |
| Assistent-coach | Manel Expósito                   | Spanje              |        |
| Conditietrainer | Roma Cunillera                   | Spanje              |        |
| Keeperstrainer  | Francisco Javier Ruiz Bonilla(2) | Spanje              |        |
| Keeperstrainer  | Gil Diaz                         | België              |        |
|                 | Teammanager                      | Michael Radermacher | België |

(1) Condom werd op 6 november 2017 ontslagen wegens tegenvallende resultaten. Claude Makélélé werd een dag later aangesteld als zijn opvolger.

(2) Ruiz vertrok op 16 december 2017 om keeperstrainer te worden bij Tianjin Quanjian FC. Na een korte interim van Mamadou Lamine, keeperstrainer van de Aspire Academy, werd Gil Diaz zijn vervanger.

## Bestuur
| Functie              | Naam                     | Nationaliteit |
| -------------------- | ------------------------ | ------------- |
| Voorzitter           | Tariq Abdulaziz Al Naama | Qatar         |
| Sportief directeur   | Josep Colomer            | Spanje        |
| Algemeen directeur   | Christoph Henkel         | België        |
| Hoofd jeugdopleiding | Ralph Thomassen          | België        |

## Transfers

### Zomer
| Naam                  | Nat.                 | Van / Naar            | Bedrag / Type        |
| --------------------- | -------------------- | --------------------- | -------------------- |
| Inkomend              |                      |                       |                      |
| Mamadou Sylla         | Vlag van Senegal     | Espanyol Barcelona    | €2.300.000           |
| Mbaye Leye            | Vlag van Senegal     | Zulte Waregem         | €400.000             |
| Jordan Lotiès         | Vlag van Frankrijk   | Dijon FCO             | Transfervrij         |
| Carlos Martínez       | Vlag van Costa Rica  | Aspire Academy        | Transfervrij         |
| Abdul Manaf Nurudeen  | Vlag van Ghana       | Aspire Academy        | Transfervrij         |
| Souleymane Aw         | Vlag van Senegal     | Aspire Academy        | Transfervrij         |
| Diawandou Diagne      | Vlag van Senegal     | FC Barcelona B        | Transfervrij         |
| Marc Valiente         | Vlag van Spanje      | Maccabi Haifa         | Transfersom onbekend |
| Nils Schouterden      | Vlag van België      | KV Mechelen           | Transfersom onbekend |
| Alessio Castro-Montes | Vlag van België      | Sint-Truidense VV     | Transfersom onbekend |
| Moussa Diallo         | Vlag van België      | Solières Sport        | Transfersom onbekend |
| Nicolas Verdier       | Vlag van Frankrijk   | KV Mechelen           | Transfersom onbekend |
| Mickaël Tirpan        | Vlag van België      | Royal Excel Moeskroen | Transfersom onbekend |
| Akram Afif            | Vlag van Qatar       | Villarreal CF         | Huur                 |
| Hamza Senhaji         | Vlag van Marokko     | Al-Sadd               | Huur                 |
| Abdelkarim Hassan     | Vlag van Qatar       | Al-Sadd               | Huur                 |
| Assim Madibo          | Vlag van Qatar       | Al-Duhail SC          | Huur                 |
| Uitgaand              |                      |                       |                      |
| Henry Onyekuru        | Vlag van Nigeria     | Everton FC            | €8.000.000           |
| Mamadou Sylla         | Vlag van Senegal     | KAA Gent              | €3.850.000           |
| Guy Dufour            | Vlag van België      | KSV Roeselare         | Transfervrij         |
| Nicolas Timmermans    | Vlag van België      | RWDM                  | Transfervrij         |
| Jeffrén Suárez        | Vlag van Venezuela   | Grasshoppers Zürich   | Transfervrij         |
| Phakamani Mngadi      | Vlag van Zuid-Afrika | onbekend              | Transfervrij         |
| Anthony Bassey        | Vlag van Nigeria     | Al-Wakrah SC          | Transfervrij         |
| Christian Brüls       | Vlag van België      | Pafos FC              | Transfervrij         |
| Raoul Kenne           | Vlag van Kameroen    | RFC de Liège          | Transfervrij         |
| Joseph Biersard       | Vlag van België      | RRC Hamoir            | Transfersom onbekend |
| Ntuthuko Radebe       | Vlag van Zuid-Afrika | zonder club           | /                    |
| José María Cases      | Vlag van Spanje      | zonder club           | /                    |
| Peter Hackenberg      | Vlag van Duitsland   | zonder club           | /                    |
| Jean-Luc Dompé        | Vlag van Frankrijk   | Standard Luik         | Einde huur           |
| Fahad Al-Abdulrahman  | Vlag van Qatar       | Al-Sadd               | Einde huur           |
| Diawandou Diagne      | Vlag van Senegal     | FC Barcelona B        | Einde huur           |

### Winter
| Naam               | Nat.                    | Van / Naar          | Bedrag / Type        |
| ------------------ | ----------------------- | ------------------- | -------------------- |
| Inkomend           |                         |                     |                      |
| Yuta Toyokawa      | Vlag van Japan          | Kashima Antlers     | Transfersom onbekend |
| Rémi Mulumba       | Vlag van Congo-Kinshasa | Gazélec FCO Ajaccio | Transfersom onbekend |
| Mamadou Koné       | Vlag van Ivoorkust      | CD Leganés          | Huur                 |
| Mathieu Peybernes  | Vlag van Frankrijk      | FC Lorient          | Huur                 |
| Florian Raspentino | Vlag van Frankrijk      | zonder club         | Transfervrij         |
| Uitgaand           |                         |                     |                      |
| Nicolas Verdier    | Vlag van Frankrijk      | KV Mechelen         | Huur                 |
| Souleymane Aw      | Vlag van Senegal        | KSV Roeselare       | Huur                 |
| Assim Madibo       | Vlag van Qatar          | Al-Duhail SC        | Terug van huur       |
| Akram Afif         | Vlag van Qatar          | Villarreal CF       | Terug van huur       |
| Hamza Senhaji      | Vlag van Marokko        | Al-Sadd             | Terug van huur       |
| Abdelkarim Hassan  | Vlag van Qatar          | Al-Sadd             | Terug van huur       |

## Jupiler Pro League

### Wedstrijden

#### Reguliere competitie
| Wedstrijddetails                                               | Thuisploeg                                              | Uitslag                         | Uitploeg                                                             | Opstelling | Kaarten                                                                           |
| -------------------------------------------------------------- | ------------------------------------------------------- | ------------------------------- | -------------------------------------------------------------------- | --- | --------------------------------------------------------------------------------- |
| Heenronde                                                      |                                                         |                                 |                                                                      | |                                                                                   |
| 29 juli 2017 20:00 Kehrwegstadion Eupen                        | KAS Eupen                                               | 0 – 5                           | Zulte Waregem                                                        | Van Crombrugge Lotiès, Gnaka (46' Afif), Tirpan Aw, Diagne, García , Wagué Schouterden (60' Lazare), Verdier (68' M.Diallo), Ocansey                    | 36' Lotiès 68' Afif                                                               |
| 29 juli 2017 20:00 Kehrwegstadion Eupen                        |                                                         | 0–1 0–2 0–3 0–4 0–5             | 34' De Fauw 55' Saponjic (pen.) 59' De Pauw 65' Saponjic 87' Coopman | Van Crombrugge Lotiès, Gnaka (46' Afif), Tirpan Aw, Diagne, García , Wagué Schouterden (60' Lazare), Verdier (68' M.Diallo), Ocansey                    | 36' Lotiès 68' Afif                                                               |
| 6 augustus 2017 20:00 Jan Breydelstadion Brugge                | Club Brugge                                             | 3 – 1                           | KAS Eupen                                                            | Van Crombrugge Hassan, Tirpan, Lotiès, Blondelle, Wagué Afif (84' Schouterden), García , Diagne, Ocansey Verdier (70' M.Diallo)                         | 28' Blondelle 90' Blondelle 90+4' Lotiès                                          |
| 6 augustus 2017 20:00 Jan Breydelstadion Brugge                | 32' Vossen 65' Dennis 90+1' Diaby                       | 0–1 1–1 2–1 3–1                 | 19' Diagne                                                           | Van Crombrugge Hassan, Tirpan, Lotiès, Blondelle, Wagué Afif (84' Schouterden), García , Diagne, Ocansey Verdier (70' M.Diallo)                         | 28' Blondelle 90' Blondelle 90+4' Lotiès                                          |
| 12 augustus 2017 20:00 Kehrwegstadion Eupen                    | KAS Eupen                                               | 1 – 2                           | KV Kortrijk                                                          | Van Crombrugge Tirpan, Lotiès, Valiente Schouterden, García , Diagne (69' Lazare), Wagué Castro-Montes (72' M.Diallo), Verdier, Ocansey                 | 7' Tirpan 83' Valiente 90+2' Ocansey                                              |
| 12 augustus 2017 20:00 Kehrwegstadion Eupen                    | 79' Lotiès                                              | 0–1 0–2 1–2                     | 38' Stojanovic 54' Chevalier                                         | Van Crombrugge Tirpan, Lotiès, Valiente Schouterden, García , Diagne (69' Lazare), Wagué Castro-Montes (72' M.Diallo), Verdier, Ocansey                 | 7' Tirpan 83' Valiente 90+2' Ocansey                                              |
| 19 augustus 2017 20:00 Kehrwegstadion Eupen                    | KAS Eupen                                               | 2 – 1                           | KV Oostende                                                          | Van Crombrugge Wagué, Lotiès, Valiente, Tirpan Lazare (82' Blondelle), Diagne, García Schouterden (90+4' Castro-Montes), Leye (89' Verdier), Ocansey    | 28' Luis García 58' Schouterden                                                   |
| 19 augustus 2017 20:00 Kehrwegstadion Eupen                    | 22' Leye 59' Ocansey                                    | 1–0 1–1 2–1                     | 37' Jonckheere                                                       | Van Crombrugge Wagué, Lotiès, Valiente, Tirpan Lazare (82' Blondelle), Diagne, García Schouterden (90+4' Castro-Montes), Leye (89' Verdier), Ocansey    | 28' Luis García 58' Schouterden                                                   |
| 26 augustus 2017 20:00 Daknamstadion Lokeren                   | KSC Lokeren                                             | 3 – 0                           | KAS Eupen                                                            | Van Crombrugge Wagué (70' Verdier), Lotiès, Valiente (80' Blondelle), Tirpan Lazare, Diagne, García Schouterden, Leye, Ocansey                          | 66' Lazare                                                                        |
| 26 augustus 2017 20:00 Daknamstadion Lokeren                   | 48' Leye 79' Söder 88' Miric                            | 1–0 2–0 3–0                     |                                                                      | Van Crombrugge Wagué (70' Verdier), Lotiès, Valiente (80' Blondelle), Tirpan Lazare, Diagne, García Schouterden, Leye, Ocansey                          | 66' Lazare                                                                        |
| 9 september 2017 20:00 Freethielstadion Beveren                | Waasland-Beveren                                        | 5 – 1                           | KAS Eupen                                                            | Van Crombrugge Schouterden, Diagne, Lotiès, Blondelle, Tirpan Afif, Lazare (46' Wagué), Ocansey (35' Verdier), García Leye                              | 28' Lotiès                                                                        |
| 9 september 2017 20:00 Freethielstadion Beveren                | 17' Seck 19' Morioka 45' Morioka 88' Thelin 90+1' Mmaee | 1–0 2–0 3–0 3–1 4–1 5–1         | 85' Leye                                                             | Van Crombrugge Schouterden, Diagne, Lotiès, Blondelle, Tirpan Afif, Lazare (46' Wagué), Ocansey (35' Verdier), García Leye                              | 28' Lotiès                                                                        |
| 17 september 2017 20:00 Kehrwegstadion Eupen                   | KAS Eupen                                               | 1 – 1                           | Standard Luik                                                        | Van Crombrugge Blondelle, Lotiès, Valiente, Wagué Afif (68' Schouterden), Tirpan, Lazare (90+2' Diagne), García Leye, Verdier (88' M.Diallo)            | 44' Lotiès 51' Valiente 80' Tirpan                                                |
| 17 september 2017 20:00 Kehrwegstadion Eupen                   | 2' Leye                                                 | 1–0 1–1                         | 39' Mpoku                                                            | Van Crombrugge Blondelle, Lotiès, Valiente, Wagué Afif (68' Schouterden), Tirpan, Lazare (90+2' Diagne), García Leye, Verdier (88' M.Diallo)            | 44' Lotiès 51' Valiente 80' Tirpan                                                |
| 23 september 2017 20:00 Le Canonnier Moeskroen                 | Royal Excel Moeskroen                                   | 3 – 2                           | KAS Eupen                                                            | Van Crombrugge Blondelle, Lotiès, Valiente, Wagué Afif (77' Schouterden), Tirpan, Lazare (88' M.Diallo), García Leye, Verdier                           | 33' Valiente 71' Tirpan 82' Verdier                                               |
| 23 september 2017 20:00 Le Canonnier Moeskroen                 | 35' Govea 53' Lotiès (own) 69' Bolingi                  | 1–0 1–1 1–2 2–2 3–2             | 39' Tirpan 45+2' Leye                                                | Van Crombrugge Blondelle, Lotiès, Valiente, Wagué Afif (77' Schouterden), Tirpan, Lazare (88' M.Diallo), García Leye, Verdier                           | 33' Valiente 71' Tirpan 82' Verdier                                               |
| 30 september 2017 18:00 Kehrwegstadion Eupen                   | KAS Eupen                                               | 3 – 3                           | KRC Genk                                                             | Van Crombrugge Ocansey, Blondelle, Valiente, Wagué Tirpan, García , Afif (90+4' Senhaji), Lazare (90+2' George) Leye, Verdier (70' Schouterden)         | 8' Verdier 34' Luis García                                                        |
| 30 september 2017 18:00 Kehrwegstadion Eupen                   | 12' Blondelle 40' Afif 57' Leye                         | 1–0 2–0 2–1 3–1 3–2 3–3         | 53' Ingvartsen 66' Schrijvers 78' Ingvartsen                         | Van Crombrugge Ocansey, Blondelle, Valiente, Wagué Tirpan, García , Afif (90+4' Senhaji), Lazare (90+2' George) Leye, Verdier (70' Schouterden)         | 8' Verdier 34' Luis García                                                        |
| 14 oktober 2017 18:00 Stade du Pays de Charleroi Charleroi     | Sporting Charleroi                                      | 2 – 2                           | KAS Eupen                                                            | Van Crombrugge Hassan, Blondelle, Lotiès, Wagué Tirpan, García , Ocansey, Schouterden (75' Afif) Leye, Verdier (90' Valiente)                           | 11' Tirpan 22' Hassan 71' Verdier 81' Wagué 85' Lotiès                            |
| 14 oktober 2017 18:00 Stade du Pays de Charleroi Charleroi     | 32' Baby 73' Baby                                       | 1–0 1–1 2–1 2–2                 | 35' Leye 88' Ocansey                                                 | Van Crombrugge Hassan, Blondelle, Lotiès, Wagué Tirpan, García , Ocansey, Schouterden (75' Afif) Leye, Verdier (90' Valiente)                           | 11' Tirpan 22' Hassan 71' Verdier 81' Wagué 85' Lotiès                            |
| 21 oktober 2017 20:00 Kehrwegstadion Eupen                     | KAS Eupen                                               | 4 – 1                           | KV Mechelen                                                          | Van Crombrugge Hassan, Blondelle, Valiente, Wagué (69' Diagne) Afif, Tirpan, García , Ocansey (75' Lazare) Leye, Verdier (55' Schouterden)              | 27' Ocansey 45' Verdier 80' Lazare 82' Afif                                       |
| 21 oktober 2017 20:00 Kehrwegstadion Eupen                     | 26' Ocansey 34' Ocansey 35' Verdier 85' García          | 1–0 2–0 3–0 3–1 4–1             | 37' Bandé                                                            | Van Crombrugge Hassan, Blondelle, Valiente, Wagué (69' Diagne) Afif, Tirpan, García , Ocansey (75' Lazare) Leye, Verdier (55' Schouterden)              | 27' Ocansey 45' Verdier 80' Lazare 82' Afif                                       |
| 24 oktober 2017 20:30 Ghelamco Arena Gent                      | KAA Gent                                                | 3 – 0                           | KAS Eupen                                                            | Van Crombrugge Hassan (78' Schouterden), Blondelle, Lotiès, Diagne Afif, Tirpan (57' Valiente), García , Ocansey Leye, Verdier (57' Lazare)             | 37' Lotiès 74' Hassan 82' Lazare 90' García                                       |
| 24 oktober 2017 20:30 Ghelamco Arena Gent                      | 3' Kubo 36' Simon (pen.) 38' Simon (pen.)               | 1–0 2–0 3–0                     |                                                                      | Van Crombrugge Hassan (78' Schouterden), Blondelle, Lotiès, Diagne Afif, Tirpan (57' Valiente), García , Ocansey Leye, Verdier (57' Lazare)             | 37' Lotiès 74' Hassan 82' Lazare 90' García                                       |
| 28 oktober 2017 18:00 Kehrwegstadion Eupen                     | KAS Eupen                                               | 2 – 3                           | RSC Anderlecht                                                       | Van Crombrugge (46' Niasse) Hassan, Blondelle, Lotiès, Wagué García , Valiente (62' Lazare), Tirpan (84' Verdier) Afif, Leye, Ocansey                   | 49' Valiente 68' Hassan 88' Leye                                                  |
| 28 oktober 2017 18:00 Kehrwegstadion Eupen                     | 61' García 90' Ocansey                                  | 0–1 0–2 0–3 1–3 2–3             | 30' Leye (own) 32' Wagué (own) 40' Hanni                             | Van Crombrugge (46' Niasse) Hassan, Blondelle, Lotiès, Wagué García , Valiente (62' Lazare), Tirpan (84' Verdier) Afif, Leye, Ocansey                   | 49' Valiente 68' Hassan 88' Leye                                                  |
| 4 november 2017 20:00 Stayen Sint-Truiden                      | Sint-Truidense VV                                       | 4 – 4                           | KAS Eupen                                                            | Niasse Hassan, Blondelle, Valiente, Wagué Lazare, Tirpan (78 Mouchamps), García Afif, Leye, Ocansey (30' Schouterden)                                   | 32' Niasse 34' Blondelle 62' Valiente 90+1' Afif 90+4' Gnaka                      |
| 4 november 2017 20:00 Stayen Sint-Truiden                      | 33' Boli (pen.) 55' Asamoah 59' De Sart 68' De Sart     | 1–0 1–1 2–1 2–2 3–2 4–2 4–3 4–4 | 48' Leye 57' García 87' Hassan 90+3' Valiente                        | Niasse Hassan, Blondelle, Valiente, Wagué Lazare, Tirpan (78 Mouchamps), García Afif, Leye, Ocansey (30' Schouterden)                                   | 32' Niasse 34' Blondelle 62' Valiente 90+1' Afif 90+4' Gnaka                      |
| 18 november 2017 20:00 Kehrwegstadion Eupen                    | KAS Eupen                                               | 0 – 1                           | Antwerp FC                                                           | Van Crombrugge Hassan, Blondelle, Lotiès, Tirpan (68' Wagué) García , Lazare Schouterden, Afif (83' Verdier), Ocansey Leye                              |                                                                                   |
| 18 november 2017 20:00 Kehrwegstadion Eupen                    |                                                         | 0–1                             | 88' Limbombe                                                         | Van Crombrugge Hassan, Blondelle, Lotiès, Tirpan (68' Wagué) García , Lazare Schouterden, Afif (83' Verdier), Ocansey Leye                              |                                                                                   |
| 25 november 2017 20:00 Versluys Arena Oostende                 | KV Oostende                                             | 1 – 0                           | KAS Eupen                                                            | Van Crombrugge Hassan, Blondelle, Lotiès, Tirpan Afif (90+3' Diallo), García , Valiente (71' Lazare), Ocansey Leye, Verdier (62' Schouterden)           | 35' García                                                                        |
| 25 november 2017 20:00 Versluys Arena Oostende                 | 58' Özkan                                               | 1–0                             |                                                                      | Van Crombrugge Hassan, Blondelle, Lotiès, Tirpan Afif (90+3' Diallo), García , Valiente (71' Lazare), Ocansey Leye, Verdier (62' Schouterden)           | 35' García                                                                        |
| 3 december 2017 18:00 Kehrwegstadion Eupen                     | KAS Eupen                                               | 2 – 2                           | Club Brugge                                                          | Van Crombrugge Lotiès, Blondelle, Valiente Schouterden, Lazare (81' Castro-Montes), García , Tirpan Afif, Leye, Ocansey (73' Diagne)                    | 72' Blondelle 90' Lotiès 90+1' Leye 90+6' Afif                                    |
| 3 december 2017 18:00 Kehrwegstadion Eupen                     | 9' Leye 18' Lotiès                                      | 1–0 2–0 2–1 2–2                 | 68' Dennis 90+1' Vormer (pen.)                                       | Van Crombrugge Lotiès, Blondelle, Valiente Schouterden, Lazare (81' Castro-Montes), García , Tirpan Afif, Leye, Ocansey (73' Diagne)                    | 72' Blondelle 90' Lotiès 90+1' Leye 90+6' Afif                                    |
| 9 december 2017 20:00 Luminus Arena Genk                       | KRC Genk                                                | 1 – 1                           | KAS Eupen                                                            | Van Crombrugge Lotiès, Blondelle, Valiente Hassan, Lazare (82' Diagne), García , Tirpan Afif (75' Schouterden), Ocansey (90+4' Castro-Montes) Leye      | 49' Leye 60' Tirpan 69' Afif 81' Schouterden                                      |
| 9 december 2017 20:00 Luminus Arena Genk                       | 41' Zhegrova                                            | 1–0 1–1                         | 44' García                                                           | Van Crombrugge Lotiès, Blondelle, Valiente Hassan, Lazare (82' Diagne), García , Tirpan Afif (75' Schouterden), Ocansey (90+4' Castro-Montes) Leye      | 49' Leye 60' Tirpan 69' Afif 81' Schouterden                                      |
| 16 december 2017 20:00 Kehrwegstadion Eupen                    | KAS Eupen                                               | 0 – 0                           | Sint-Truidense VV                                                    | Van Crombrugge Lotiès, Blondelle, Valiente Hassan, García , Lazare, Diagne Schouterden (64' George), Ocansey (79' Verdier) Leye                         | 38' Hassan 61' García                                                             |
| 16 december 2017 20:00 Kehrwegstadion Eupen                    |                                                         |                                 |                                                                      | Van Crombrugge Lotiès, Blondelle, Valiente Hassan, García , Lazare, Diagne Schouterden (64' George), Ocansey (79' Verdier) Leye                         | 38' Hassan 61' García                                                             |
| 22 december 2017 20:30 Constant Vanden Stockstadion Anderlecht | RSC Anderlecht                                          | 1 – 0                           | KAS Eupen                                                            | Van Crombrugge Ocansey, Valiente, Lotiès (80' Diallo), Blondelle , Tirpan Schouterden, Diagne, Lazare (68' George), Raspentino (75' Castro-Montes) Leye |                                                                                   |
| 22 december 2017 20:30 Constant Vanden Stockstadion Anderlecht | 25' Amuzu                                               | 1–0                             |                                                                      | Van Crombrugge Ocansey, Valiente, Lotiès (80' Diallo), Blondelle , Tirpan Schouterden, Diagne, Lazare (68' George), Raspentino (75' Castro-Montes) Leye |                                                                                   |
| 26 december 2017 14:30 Kehrwegstadion Eupen                    | KAS Eupen                                               | 1 – 0                           | Waasland-Beveren                                                     | Van Crombrugge Lotiès, Blondelle, Valiente Schouterden, Diagne, Lazare, García , Tirpan (59' Raspentino) Leye, Ocansey (82' Castro-Montes)              | 49' Tirpan 55' Ocansey 55' Blondelle 70' Schouterden 77' Schouterden 90+3' Lazare |
| 26 december 2017 14:30 Kehrwegstadion Eupen                    | 88' Raspentino                                          | 1–0                             |                                                                      | Van Crombrugge Lotiès, Blondelle, Valiente Schouterden, Diagne, Lazare, García , Tirpan (59' Raspentino) Leye, Ocansey (82' Castro-Montes)              | 49' Tirpan 55' Ocansey 55' Blondelle 70' Schouterden 77' Schouterden 90+3' Lazare |
| 20 januari 2018 18:00 Maurice Dufrasnestadion Luik             | Standard Luik                                           | 3 –2                            | KAS Eupen                                                            | Van Crombrugge Lotiès, Blondelle, Valiente Gnaka (59' George), García , Ocansey (87' Raspentino), Lazare (81' Castro-Montes), Diagne Leye, Koné         | 24' Leye 45' Ocansey 67' Leye 87' Lotiès                                          |
| 20 januari 2018 18:00 Maurice Dufrasnestadion Luik             | 15' Sá 45+1' Sá 90+2' Pocognoli                         | 0–1 1–1 1–2 2–2 3–2             | 13' Leye 40' Koné                                                    | Van Crombrugge Lotiès, Blondelle, Valiente Gnaka (59' George), García , Ocansey (87' Raspentino), Lazare (81' Castro-Montes), Diagne Leye, Koné         | 24' Leye 45' Ocansey 67' Leye 87' Lotiès                                          |
| 24 januari 2018 20:30 Kehrwegstadion Eupen                     | KAS Eupen                                               | 1 – 0                           | Sporting Charleroi                                                   | Van Crombrugge Lotiès, Blondelle, Valiente Schouterden, Lazare, García , Tirpan Raspentino (83' Gnaka), Koné (89' Diagne), Ocansey                      | 25' García 82' Blondelle                                                          |
| 24 januari 2018 20:30 Kehrwegstadion Eupen                     | 44' N'Ganga (own)                                       | 1–0                             |                                                                      | Van Crombrugge Lotiès, Blondelle, Valiente Schouterden, Lazare, García , Tirpan Raspentino (83' Gnaka), Koné (89' Diagne), Ocansey                      | 25' García 82' Blondelle                                                          |
| 27 januari 2018 20:00 Guldensporenstadion Kortrijk             | KV Kortrijk                                             | 0 – 0                           | KAS Eupen                                                            | Van Crombrugge Lotiès, Blondelle, Valiente Schouterden, Mulumba, Ocansey (85' Gnaka), García , Tirpan Leye, Koné                                        | 21' Mulumba 50' Valiente 57' García 71' Tirpan 87' Van Crombrugge                 |
| 27 januari 2018 20:00 Guldensporenstadion Kortrijk             |                                                         |                                 |                                                                      | Van Crombrugge Lotiès, Blondelle, Valiente Schouterden, Mulumba, Ocansey (85' Gnaka), García , Tirpan Leye, Koné                                        | 21' Mulumba 50' Valiente 57' García 71' Tirpan 87' Van Crombrugge                 |
| 3 februari 2018 20:00 Kehrwegstadion Eupen                     | KAS Eupen                                               | 1 – 1                           | KAA Gent                                                             | Van Crombrugge Blondelle, Valiente, Peybernes (89' Diagne), Lotiès, Tirpan (66' Gnaka) Koné, Mulumba (80' Lazare), García , Ocansey Leye                | 9' Koné 35' Mulumba 72' Koné 89' Leye                                             |
| 3 februari 2018 20:00 Kehrwegstadion Eupen                     | 44' Koné                                                | 1–0 1–1                         | 89' Janga                                                            | Van Crombrugge Blondelle, Valiente, Peybernes (89' Diagne), Lotiès, Tirpan (66' Gnaka) Koné, Mulumba (80' Lazare), García , Ocansey Leye                | 9' Koné 35' Mulumba 72' Koné 89' Leye                                             |
| 10 februari 2018 20:00 AFAS-stadion Achter de Kazerne Mechelen | KV Mechelen                                             | 1 – 0                           | KAS Eupen                                                            | Van Crombrugge Lotiès, Blondelle (37' Valiente), Peybernes (57' Wagué) Ocansey, Mulumba, Lazare, García , Tirpan Raspentino (67' Schouterden), Leye     | 20' Blondelle 88' Wagué                                                           |
| 10 februari 2018 20:00 AFAS-stadion Achter de Kazerne Mechelen | 72' Pedersen                                            | 1–0                             |                                                                      | Van Crombrugge Lotiès, Blondelle (37' Valiente), Peybernes (57' Wagué) Ocansey, Mulumba, Lazare, García , Tirpan Raspentino (67' Schouterden), Leye     | 20' Blondelle 88' Wagué                                                           |
| 17 februari 2018 20:00 Regenboogstadion Waregem                | Zulte Waregem                                           | 3 – 2                           | KAS Eupen                                                            | Van Crombrugge Gnaka (90+2' Raspentino), Valiente, Mulumba, Tirpan (88' Wagué) Schouterden (70' Toyokawa), Diagne, García , Ocansey Leye, Koné          | 68' Leye                                                                          |
| 17 februari 2018 20:00 Regenboogstadion Waregem                | 41' Harbaoui 44' Harbaoui 64' Hamalainen                | 0–1 0–2 1–2 2–2 3–2             | 13' Koné 39' Björdal (own)                                           | Van Crombrugge Gnaka (90+2' Raspentino), Valiente, Mulumba, Tirpan (88' Wagué) Schouterden (70' Toyokawa), Diagne, García , Ocansey Leye, Koné          | 68' Leye                                                                          |
| 24 februari 2018 20:00 Kehrwegstadion Eupen                    | KAS Eupen                                               | 3 – 2                           | KSC Lokeren                                                          | Van Crombrugge Gnaka, Blondelle, Peybernes, Tirpan Schouterden, Mulumba, García , Ocansey Raspentino (49' Toyokawa), Koné (90+2' Lotiès)                | 57' Mulumba 59' Gnaka 78' Gnaka                                                   |
| 24 februari 2018 20:00 Kehrwegstadion Eupen                    | 24' Raspentino 37' Ocansey 80' García                   | 0–1 1–1 2–1 2–2 3–2             | 7' Hupperts 54' Cevallos                                             | Van Crombrugge Gnaka, Blondelle, Peybernes, Tirpan Schouterden, Mulumba, García , Ocansey Raspentino (49' Toyokawa), Koné (90+2' Lotiès)                | 57' Mulumba 59' Gnaka 78' Gnaka                                                   |
| 3 maart 2018 20:00 Bosuilstadion Antwerpen                     | Antwerp FC                                              | 2 – 0                           | KAS Eupen                                                            | Van Crombrugge Blondelle, Peybernes, Valiente, Tirpan Schouterden (70' Toyokawa), Mulumba, García , Wagué (46' Raspentino) Koné, Ocansey                | 30' Tirpan 32' Schouterden 78' Peybernes                                          |
| 3 maart 2018 20:00 Bosuilstadion Antwerpen                     | 19' Haroun 29' Limbombe (pen.)                          | 1–0 2–0                         |                                                                      | Van Crombrugge Blondelle, Peybernes, Valiente, Tirpan Schouterden (70' Toyokawa), Mulumba, García , Wagué (46' Raspentino) Koné, Ocansey                | 30' Tirpan 32' Schouterden 78' Peybernes                                          |
| 11 maart 2018 14:30 Kehrwegstadion Eupen                       | KAS Eupen                                               | 4 – 0                           | Excel Moeskroen                                                      | Van Crombrugge Gnaka (63' Lazare), Blondelle, Peybernes, Tirpan Schouterden (57' Toyokawa), Mulumba, García , Ocansey Raspentino (90+2' Lotiès), Koné   | 82' Peybernes 86' Mulumba 89' Castro-Montes                                       |
| 11 maart 2018 14:30 Kehrwegstadion Eupen                       | 73' Toyokawa 76' García 80' Toyokawa 89' Toyokawa       | 1–0 2–0 3–0 4–0                 |                                                                      | Van Crombrugge Gnaka (63' Lazare), Blondelle, Peybernes, Tirpan Schouterden (57' Toyokawa), Mulumba, García , Ocansey Raspentino (90+2' Lotiès), Koné   | 82' Peybernes 86' Mulumba 89' Castro-Montes                                       |

#### Play-off II
| Wedstrijddetails                              | Thuisploeg                                  | Uitslag             | Uitploeg                                      | Opstelling | Kaarten                                |
| --------------------------------------------- | ------------------------------------------- | ------------------- | --------------------------------------------- | --- | -------------------------------------- |
| 31 maart 2018 20:30 Kehrwegstadion Eupen      | KAS Eupen                                   | 2 – 2               | KFCO Beerschot Wilrijk                        | Van Crombrugge Blondelle , Lotiès, Peybernes, Tirpan Mulumba, Leye, Diagne (58' García) Koné (77' Castro-Montes), Raspentino (67' Lazare), Ocansey   |                                        |
| 31 maart 2018 20:30 Kehrwegstadion Eupen      | 45' Raspentino 90+2' García                 | 0–1 1–1 1–2 2–2     | 17' Van Hyfte 83' Maes                        | Van Crombrugge Blondelle , Lotiès, Peybernes, Tirpan Mulumba, Leye, Diagne (58' García) Koné (77' Castro-Montes), Raspentino (67' Lazare), Ocansey   |                                        |
| 7 april 2018 20:00 Versluys Arena Oostende    | KV Oostende                                 | 1 – 1               | KAS Eupen                                     | Van Crombrugge Gnaka, Blondelle, Lotiès, Wagué Lazare (67' Toyokawa), Mulumba (85' Tirpan), García Koné (77' Raspentino), Leye, Ocansey              | 14' Wagué                              |
| 7 april 2018 20:00 Versluys Arena Oostende    | 72' Zivkovic                                | 0–1 1–1             | 13' Koné                                      | Van Crombrugge Gnaka, Blondelle, Lotiès, Wagué Lazare (67' Toyokawa), Mulumba (85' Tirpan), García Koné (77' Raspentino), Leye, Ocansey              | 14' Wagué                              |
| 14 april 2018 20:00 Daknamstadion Lokeren     | KSC Lokeren                                 | 3 – 0               | KAS Eupen                                     | Van Crombrugge Gnaka, Tirpan, Lotiès, Blondelle, Wagué (72' Toyokawa) Raspentino (58' Castro-Montes), Mulumba, García , Ocansey Leye                 | 9' García 67' Mulumba 67' Mulumba      |
| 14 april 2018 20:00 Daknamstadion Lokeren     | 13' De Ridder 65' Cevallos 71' Lotiès (own) | 1–0 2–0 3–0         |                                               | Van Crombrugge Gnaka, Tirpan, Lotiès, Blondelle, Wagué (72' Toyokawa) Raspentino (58' Castro-Montes), Mulumba, García , Ocansey Leye                 | 9' García 67' Mulumba 67' Mulumba      |
| 18 april 2018 20:30 Kehrwegstadion Eupen      | KAS Eupen                                   | 0 – 1               | Antwerp FC                                    | Van Crombrugge Gnaka, Blondelle , Lotiès, Wagué Schouterden, Diagne, Valiente (79' George), Ocansey Toyokawa (76' Raspentino), Koné                  | 45+1' Ocansey 72' Blondelle 87' Diagne |
| 18 april 2018 20:30 Kehrwegstadion Eupen      |                                             | 0–1                 | 33' Owusu                                     | Van Crombrugge Gnaka, Blondelle , Lotiès, Wagué Schouterden, Diagne, Valiente (79' George), Ocansey Toyokawa (76' Raspentino), Koné                  | 45+1' Ocansey 72' Blondelle 87' Diagne |
| 21 april 2018 20:00 Stayen Sint-Truiden       | Sint-Truidense VV                           | 2 – 3               | KAS Eupen                                     | Niasse Gnaka, Blondelle , Valiente (87' Lotiès), Wagué Koné, Mulumba, Diagne, Ocansey Toyokawa (80' Castro-Montes), Raspentino (90+1' George)        | 13' Ocansey 70' Gnaka 72' Mulumba      |
| 21 april 2018 20:00 Stayen Sint-Truiden       | 24' De Petter 50' De Sart                   | 0–1 1–1 2–1 2–2 2–3 | 10' Blondelle 54' Toyokawa 68' De Norre (own) | Niasse Gnaka, Blondelle , Valiente (87' Lotiès), Wagué Koné, Mulumba, Diagne, Ocansey Toyokawa (80' Castro-Montes), Raspentino (90+1' George)        | 13' Ocansey 70' Gnaka 72' Mulumba      |
| 28 april 2018 20:00 Kehrwegstadion Eupen      | KAS Eupen                                   | 0 – 2               | KSC Lokeren                                   | Niasse Gnaka (46' Lotiès), Blondelle , Valiente, Wagué Mulumba, Diagne (85' Diallo) Koné, Raspentino, Ocansey Castro-Montes (62' Schouterden)        | 49' Ocansey 53' Koné 64' Schouterden   |
| 28 april 2018 20:00 Kehrwegstadion Eupen      |                                             | 0–1 0–2             | 16' Söder 23' Cevallos                        | Niasse Gnaka (46' Lotiès), Blondelle , Valiente, Wagué Mulumba, Diagne (85' Diallo) Koné, Raspentino, Ocansey Castro-Montes (62' Schouterden)        | 49' Ocansey 53' Koné 64' Schouterden   |
| 5 mei 2018 20:00 Kehrwegstadion Eupen         | KAS Eupen                                   | 3 – 1               | Sint-Truidense VV                             | Niasse Schouterden, Blondelle , Peybernes, Wagué Valiente, Diagne Castro-Montes (74' Lotiès), Raspentino, Koné (55' Diallo) Toyokawa (62' Lazare)    | 39' Diagne                             |
| 5 mei 2018 20:00 Kehrwegstadion Eupen         | 16' Toyokawa 42' Koné 59' Raspentino        | 1–0 2–0 3–0 3–1     | 80' Akpom                                     | Niasse Schouterden, Blondelle , Peybernes, Wagué Valiente, Diagne Castro-Montes (74' Lotiès), Raspentino, Koné (55' Diallo) Toyokawa (62' Lazare)    | 39' Diagne                             |
| 9 mei 2018 20:30 Bosuilstadion Antwerpen      | Antwerp FC                                  | 2 – 1               | KAS Eupen                                     | Niasse Blondelle , Lotiès, Peybernes, Wagué Diagne (76' Castro-Montes), Valiente Schouterden (46' Lazare), Raspentino (58' Diallo), Ocansey Toyokawa | 55' Lotiès 70' Blondelle 89' Valiente  |
| 9 mei 2018 20:30 Bosuilstadion Antwerpen      | 32' Ardaiz 90+1' Owusu                      | 1–0 1–1 2–1         | 80' Toyokawa                                  | Niasse Blondelle , Lotiès, Peybernes, Wagué Diagne (76' Castro-Montes), Valiente Schouterden (46' Lazare), Raspentino (58' Diallo), Ocansey Toyokawa | 55' Lotiès 70' Blondelle 89' Valiente  |
| 12 mei 2018 20:00 Kehrwegstadion Eupen        | KAS Eupen                                   | 0 – 4               | KV Oostende                                   | Niasse Ocansey, Blondelle , Peybernes, Wagué Valiente Castro-Montes (55' Diallo), Lazare (83' George), Diagne, Raspentino Toyokawa                   | 6' Valiente                            |
| 12 mei 2018 20:00 Kehrwegstadion Eupen        |                                             | 0–1 0–2 0–3 0–4     | 44' Zivkovic 53' Musona 82' Rezaeian 88' Gano | Niasse Ocansey, Blondelle , Peybernes, Wagué Valiente Castro-Montes (55' Diallo), Lazare (83' George), Diagne, Raspentino Toyokawa                   | 6' Valiente                            |
| 19 mei 2018 20:00 Olympisch Stadion Antwerpen | KFCO Beerschot Wilrijk                      | 3 – 1               | KAS Eupen                                     | Niasse Ocansey, Blondelle , Peybernes, Wagué Lazare (85' El Harrak), Valiente, Diagne Koné, Diallo (72' Raspentino), Toyokawa                        | 20' Valiente 68' Diagne                |
| 19 mei 2018 20:00 Olympisch Stadion Antwerpen | 16' Mbombo 74' Losada 84' Okotie            | 1–0 1–1 2–1 2–2     | 28' Toyokawa                                  | Niasse Ocansey, Blondelle , Peybernes, Wagué Lazare (85' El Harrak), Valiente, Diagne Koné, Diallo (72' Raspentino), Toyokawa                        | 20' Valiente 68' Diagne                |

## Beker van België

### Wedstrijden
| Wedstrijddetails                                | Thuisploeg                           | Uitslag             | Uitploeg            | Opstelling | Kaarten                 |
| ----------------------------------------------- | ------------------------------------ | ------------------- | ------------------- | --- | ----------------------- |
| 1/16e finale                                    |                                      |                     |                     | |                         |
| 20 september 2017 20:30 Kehrwegstadion Eupen    | KAS Eupen                            | 3 – 0               | Rupel Boom FC       | Niasse Blondelle, Gnaka, Valiente, Wagué, Castro-Montes (65' Afif) García (46' Lazare), George, Schouterden M.Diallo, Verdier (46' Leye) | 56' M.Diallo 90' George |
| 20 september 2017 20:30 Kehrwegstadion Eupen    | 37' Verdier 43' Schouterden 52' Leye | 0–1 0–2 1–2 2–2 3–2 | 3' Van Hoof 28' Put | Niasse Blondelle, Gnaka, Valiente, Wagué, Castro-Montes (65' Afif) García (46' Lazare), George, Schouterden M.Diallo, Verdier (46' Leye) | 56' M.Diallo 90' George |
| 1/8e finale                                     |                                      |                     |                     | |                         |
| 29 november 2017 20:30 Freethielstadion Beveren | Waasland-Beveren                     | 2 – 0               | KAS Eupen           | Niasse Hassan (67' Mouchamps), Lotiès, Valiente, Wagué (46' Lazare) Tirpan (79' Verdier), Blondelle Schouterden, García , Ocansey Leye   | 42' Tirpan 45+1' Wagué  |
| 29 november 2017 20:30 Freethielstadion Beveren | 21' Morioka 74' Ampomah              | 1–0 2–0             |                     | Niasse Hassan (67' Mouchamps), Lotiès, Valiente, Wagué (46' Lazare) Tirpan (79' Verdier), Blondelle Schouterden, García , Ocansey Leye   | 42' Tirpan 45+1' Wagué  |